# Jana basoko
Jana basoko är en fjärilsart som beskrevs av Berger 1980. Jana basoko ingår i släktet Jana och familjen Eupterotidae. Inga underarter finns listade i Catalogue of Life.